# Gare de Châteauneuf-sur-Charente
La gare de Châteauneuf-sur-Charente est une gare ferroviaire française située dans la commune de Châteauneuf-sur-Charente, et le département de la Charente.

## Situation ferroviaire
La gare est une des gares de la ligne de Saintes (Beillant) à Angoulême.

## Histoire
La compagnie des Charentes obtient la concession de la Ligne de Beillant à Angoulême. Ce sera une ligne à double voie et écartement normal. Pour des raisons d'économie et pour éviter la construction d'ouvrages d'art, la ligne suit le cours de la Charente et ses courbes entre Angoulême et Châteauneuf. La section Angoulême - Cognac est inaugurée le 16 octobre 1867.
La construction de la Ligne de Châteauneuf-sur-Charente à Saint-Mariens - Saint-Yzan donne à la gare de Châteauneuf une nouvelle importance. La construction de la section allant jusqu'à Barbezieux est décidée par le Conseil Général en 1868 et ce tronçon est inauguré le 17 septembre 1872. Cette ligne sera ultérieurement déclassée en grande partie.

## Services des voyageurs

### Accueil
La gare et son guichet est ouvert tous les jours permettant de s’abriter et d’acheter des billets. Il n’y a cependant pas de distributeurs automatiques.
La gare est facilement accessible en vélo et en voiture grâce à son parking.

### Desserte

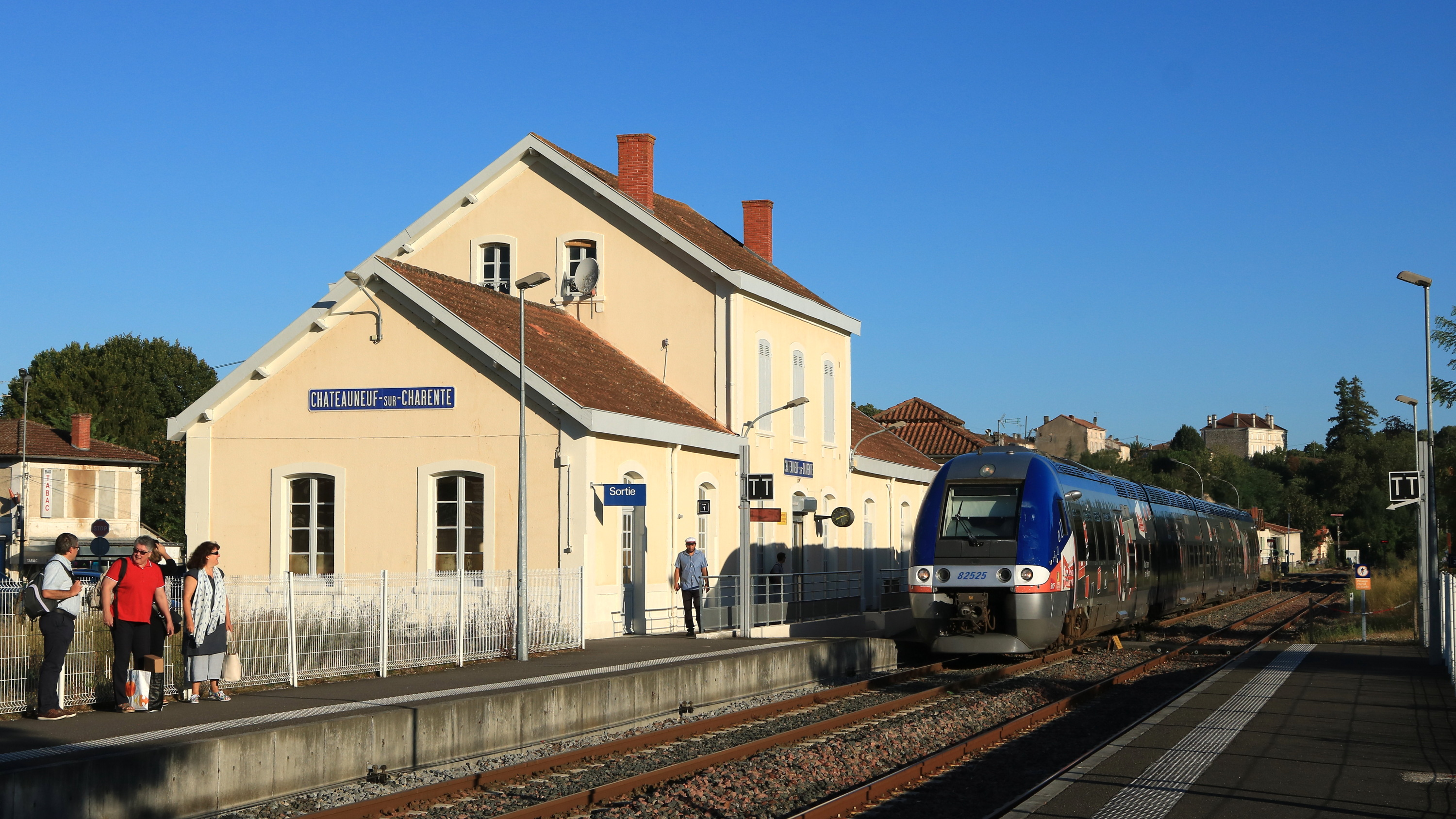
Arrivée d'un TER.

La gare est desservie par les trains du réseau TER Nouvelle-Aquitaine en service entre les gares d’Angoulême et Saintes/Royan/La Rochelle.

### Intermodalité
La gare est en connexion avec les lignes 7 et 8 du réseau régional (département de la Charente).

## Fréquentation
De 2015 à 2023, selon les estimations de la SNCF, la fréquentation annuelle de la gare s'élève aux nombres indiqués dans le tableau ci-dessous:
| Année     | 2015   | 2016   | 2017   | 2018   | 2019   | 2020   | 2021   | 2022   | 2023   |
| --------- | ------ | ------ | ------ | ------ | ------ | ------ | ------ | ------ | ------ |
| Voyageurs | 47 548 | 48 921 | 51 176 | 48 544 | 56 387 | 36 591 | 31 666 | 48 173 | 45 300 |